# Такикава
Такика́ва (яп. 滝川市 Такикава-си) — город в Японии, находящийся в округе Сорати губернаторства Хоккайдо. Площадь города составляет 115,82 км², население — 42 135 человек (30 июня 2014), плотность населения — 363,80 чел./км².

## Географическое положение
Город расположен на острове Хоккайдо в губернаторстве Хоккайдо. С ним граничат города Сунагава, Акабира, Фукагава и посёлки Синтоцукава, Мосеуси, Урю.

## Население
Население города составляет 42 135 человек (30 июня 2014), а плотность — 363,80 чел./км². Изменение численности населения с 1980 по 2005 годы:
| 1980 | 51 192 чел. |  |
| 1985 | 52 004 чел. |  |
| 1990 | 49 591 чел. |  |
| 1995 | 48 425 чел. |  |
| 2000 | 46 861 чел. |  |
| 2005 | 45 562 чел. |  |

## Транспорт
- JR Hokkaido — Станция Такикава

## Символика
Деревом города считается платан, цветком — рододендрон.